# Nazanin Pouyandeh
Nazanin Pouyandeh, née à Téhéran le 21 septembre 1981, est une peintre iranienne qui vit et travaille en banlieue parisienne.

## Biographie
Nazanin Pouyandeh grandit en Iran, à Téhéran, dans une famille d'intellectuels. Après l’assassinat de son père, Mohammad-Ja'far Pouyandeh (en), écrivain, traducteur et défenseur des droits de l’homme, dans des circonstances non élucidées en décembre 1998, elle vient seule en France à l’âge de 18 ans,,.
Titulaire d’une bourse française, elle hésite entre des études d’art ou de musique et s’inscrit finalement, en 2000, au concours d’entrée de l’École nationale supérieure des beaux-arts, qu’elle réussit. Durant ses études, elle participe à l’atelier du peintre et sculpteur néerlandais Pat Andrea. Elle obtient son diplôme en 2005 et décroche un master de recherche en arts plastiques de l’université Paris 1 en 2007.
Sa carrière démarre réellement en 2008. Son atelier est installé d'abord à Pantin puis à Gentilly.
Ses œuvres sont exposées en France et à l’étranger, notamment pour des expositions collectives comme celles présentées sous la bannière de l'under-realism. Certaines figurent dans les collections permanentes du musée Frissiras d'Athènes, du musée Ramin Salsali de Dubaï, de la galerie Michael Schultz de Berlin ou de la galerie Leila Heller de New York.

## Œuvre
La peinture de Nazanin Pouyandeh, très colorée, volontiers hyper-réaliste, relève d'une certaine figuration narrative. Ses tableaux mettent souvent en scène des personnages d'aujourd'hui figés dans un décor inattendu, ce qui leur donne un caractère onirique, décalé, étrange, et la plupart du temps inquiétant. La juxtaposition d'éléments réels et d'éléments imaginaires, légendaires ou mythologiques, dans une démarche proche du collage, crée un « non-temps éternel », réorganise le monde des images et des représentations collectives et questionne le spectateur.
L'artiste déclare que les sujets de ses tableaux s'imposent à elles comme des « images mentales ». Les figures féminines y occupent une place de premier plan.

## Prix et distinctions
- 1993 : Médaille d’argent au Shankar’s international children's competition, Inde
- 1994 : Médaille d’argent au Shankar’s international children's competition, Inde
- 1995 : Diplôme d’honneur du Fonds des Nations unies pour la population
- 2003 : Prix Alphonse-Cellier de l'Académie des beaux-arts
- 2008 : Prix spécial Erró du prix Antoine-Marin, Arcueil

## Expositions

### Expositions collectives
- 2003
  - « Painting in progress », Maison des arts à Créteil
- 2005
  - « Novembre à Vitry », Galerie municipale de Vitry-sur-Seine
- 2006
  - « Biennale de la jeune création », Biennale d'art contemporain de Bourges
  - « Salon des jeunes créateurs (H2O) », Centre culturel Valery-Larbaud, Vichy
  - Salon d'art contemporain de Montrouge
  - Galerie Frissiras, Athènes (Grèce)
- 2007
  - « In my solitude », Galerie Aeroplastics, Bruxelles (Belgique)
  - Biennale Jeune création européenne, Montrouge, puis Klaipėda (Lituanie), Salzbourg (Autriche), Gênes (Italie), Vandellòs i l'Hospitalet de l'Infant (Espagne), Amarante (Portugal) jusqu'en 2009
  - « Het nieuwe verhaal », Pulchri Studio, La Haye (Pays-Bas)
  - Salon d'art contemporain de Montrouge
- 2008
  - « Faces à faces», Galerie Eric Mircher, Paris
  - « Het nieuwe verhaal », Galerie Victor Saaverdra, Barcelone
  - « Figuration de l’imaginaire », Centre d'art contemporain Raymond Farbos, Mont-de-Marsan
- 2009
  - « Iran Inside Out », Chelsea Art Museum, New York
  - « Pièce à part », Galerie Eric Mircher, Paris
  - « Selseleh / Zelzeleh », Galerie LTMH, New York
- 2011
  - « Ecce homo ludens - Le jeu dans l'art contemporain », Musée suisse du jeu, La Tour-de-Peilz
  - « Disturbing the public opinion », Röda Sten Art Centre, Göteborg (Suède)
  - « My Super Hero », Morono Kiang Gallery, Los Angeles
  - « D’après la ruine », Le Titanic, Vilnius
  - « Arc-en-ciel », Galerie vom Zufall und vom Glück, Hanovre
- 2012
  - « Contes cruels », Galerie Albert Benamou, Paris
  - « Tiré d’une histoire vraie - From a true story », Galerie Aeroplastics, Bruxelles
  - « Under Realism », Gallery Progress, Belgrade (Serbie)
  - « 10 years after - Carte blanche à Pat Andrea », Galerie IUFM confluence(s), Lyon
- 2013
  - « Under Realism », La Lune en parachute, Épinal
  - « The Deceit of the flesh », Frissiras Museum, Athènes
  - « On paper », CAM Gallery, Istanbul
- 2014
  - « Painting III (* 2000-* 2015) », Frissiras Museum, Athènes
  - « Under Realism », Galerie C, Neuchâtel (Suisse)
  - « Cadavre exquis à la plage », Projektraum ventilator 24, Berlin
  - Salo II, le salon du dessin érotique, les Salaisons, Romainville
  - « Open your eyes », Galerie Maia Muller, Paris
  - « Épines d’Eden », Galerie Dubois Friedland, Bruxelles
- 2015
  - « La nouvelle histoire / Het nieuwe verhaal», A cent mètres du centre du monde, Perpignan
  - « Under Realism », Galerie Da-End, Paris
  - « Who’s afraid of picture(s)? » II, A cent mètres du centre du monde, Perpignan
  - Salo III, le salon du dessin érotique, les Salaisons, Romainville
  - Drawing now (9e édition), Carreau du Temple, Paris
  - « Ma patience a des limites - Still Life », Galerie Dubois Friedland, Bruxelles
  - « Who’s afraid of picture(s)? Le peintre et l’image, une liaison scandaleuse », École supérieure d’art de Grenoble
- 2016
  - Drawing now (10e édition), Carreau du Temple, Paris

- 2019
  - Drawing now (13e édition), Carreau du Temple, Paris[13]

- 2025
  - « Brigitte Aubignac, Nazanin Pouyandeh. En regard », Musée Paul-Valéry, Sète[14]

### Expositions personnelles
- 2004
  - Galerie d'art du CROUS de Paris
- 2007
  - Fonds d'art moderne et contemporain de Montluçon
- 2009
  - Galerie Eric Mircher, Paris
- 2010
  - Galerie Eric Mircher, Paris
- 2011
  - « Entre chien et loup », Galerie Aaran, Téhéran (Iran)
- 2012
  - « In the dusk », Galerie Michael Schultz, Berlin
- 2013
  - « Gouffres et Turbulences », Galerie Elizabeth Couturier, Lyon
- 2014
  - « Jour de silence », The Mine, Dubaï
- 2016
  - « L’Envers de l’histoire », Galerie Vincent Sator, Paris
  - Centre d’art contemporain Raymond Farbos, Mont-de-Marsan
  - « Anésidora », La Lune en parachute, Épinal
  - « Die Andere Seite der Erzählung », Städtisches Museum und Galerie, Engen
- 2017
  - Le Centre, Abomey-Calavi
- 2019
  - « Nazanin Pouyandeh, La Tentation », Suquet des artistes, Cannes, commissariat Numa Hambursin
- 2022
  - Galerie Vincent Sator, Romainville (Seine-Saint-Denis)[11]
  - Galerie municipale Julio-Gonzalez, Arcueil (Val-de-Marne)[11]
- 2024
  - « Désobéissantes », Fondation Ggl, Montpellier[15]

### Sources
- « Nazanin Pouyandeh », sur galeriesator.com (consulté le 13 juillet 2016)